# Adolf Wicking
Adolf Wicking (* 4. Februar 1808; † 24. März 1877 in Recklinghausen) war ein deutscher Unternehmer.

## Leben
Adolf Wicking wurde 1808 als Sohn des Tuchfabrikanten Joseph Wicking geboren. Wicking trat zunächst in die Fußstapfen seines Vaters und wirkte als Tuchfabrikant. Er war in Recklinghausen ein angesehener Bürger und genoss auch in höchsten Kreisen Einfluss. Durch die von ihm und Franz Schneider überreichten Bittbriefe vom 18. Mai 1848 konnte er Prosper Ludwig von Arenberg überzeugen, in Recklinghausen ein Krankenhaus insbesondere für ärmere Bürger zu stiften.
Wicking gründete 1871 in Recklinghausen die Wicking'sche Industrie für Holz- und Baubedarf AG und 1873 in Münster die Wicking'schen Portlandzement- und Wasserkalkwerke.
Aus seiner Ehe mit Gertrud Alby (1810–1882) ging die Tochter Henriette Wicking (1848–1922) hervor, deren Sohn Rudolf ten Hompel von 1915 bis 1931 im Vorstand der Wicking'schen Portlandzement und Wasserkalkwerke saß. Ten Hompel entwickelte aus dem von Wicking gegründeten Unternehmen den größten Zementkonzern im Deutschland der 1920er Jahre. 1931 stand das Unternehmen in Folge der Weltwirtschaftskrise kurz vor einer Insolvenz und fusionierte mit der Dyckerhoff & Söhne GmbH zur Portland-Zementwerke Dyckerhoff-Wicking AG.
Nach Adolf Wicking sind in Recklinghausen (seit 1900) und Gelsenkirchen (seit 1903) jeweils eine Wickingstraße benannt.